# Formel-1-Weltmeisterschaft 1988

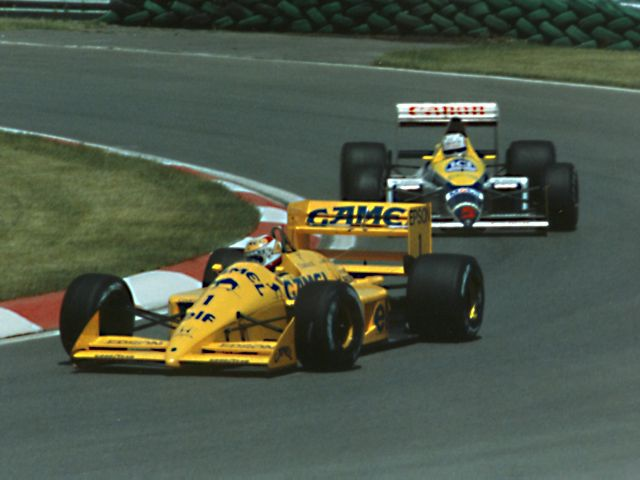
Titelverteidiger Nelson Piquet im Lotus-Honda vor Nigel Mansell im Williams-Judd, GP Kanada 1988

Die Formel-1-Weltmeisterschaft 1988 war die 39. Saison der Formel-1-Weltmeisterschaft. Sie wurde über 16 Rennen in der Zeit vom 3. April bis zum 13. November ausgetragen. Ayrton Senna gewann zum ersten Mal die Fahrerweltmeisterschaft. McLaren wurde zum vierten Mal Konstrukteursweltmeister.
Die Kombination Senna, Prost und McLaren-Honda war nahezu unschlagbar. McLaren-Honda gewann 15 der 16 Rennen; beim Rennen in Monza wurde ein sicherer Sieg nur durch Ausfall bzw. Unfall der beiden McLaren verhindert.

## Änderungen 1988

### Reglement
Das letzte Jahr der „Turbo-Ära“, deren Ende von der FIA bereits im Oktober 1986 angekündigt wurde, brachte noch weitere Einschränkungen für die leistungsfähigen, aber teuren Motoren: Der Ladedruck wurde auf maximal 2,5 bar beschränkt und die Benzinmenge für diesen Motortyp auf lediglich 150 Liter. Zudem wurde das Mindest-Fahrzeuggewicht auf 540 kg erhöht.
Eine separate Fahrer- und Konstrukteurswertung für Fahrzeuge mit Saugmotoren, wie es sie 1987 mit der Jim Clark Trophy und der Colin Chapman Trophy gegeben hatte, erfolgte 1988 nicht erneut.

### Rennstrecken
Der Große Preis von Österreich fiel aus dem Rennkalender, wohingegen der Große Preis von Kanada nach einjähriger Pause dorthin zurückkehrte. Außerdem wurde die Abfolge der Rennen verändert: Der Große Preis von Mexiko, der seit seiner Wiedereinführung 1986 jeweils im Herbst stattgefunden hatte, wurde in den Frühsommer verlegt, sodass nun alle drei Rennen in Nordamerika hintereinander stattfinden konnten. Ebenso wurde der Große Preis von Belgien aus dem Frühjahr in den Spätsommer verlegt, ebenso der Große Preis von Spanien in den Herbst.

### Teams
Neu im Teilnehmerfeld waren die Teams Rial, BMS Scuderia Italia und EuroBrun, wobei letzteres Team in Teilen auf den italienischen Rennstall Euroracing zurückging, der bereits von 1983 bis 1985 als Alfa Romeo in der Formel 1 angetreten war. Aus den Meldelisten verschwand dagegen Brabham, da nach dem Rückzug des Motorenlieferanten BMW keine konkurrenzfähigen Motoren beschafft werden konnten und Teambesitzer Bernie Ecclestone zu sehr durch seine Rolle an der Spitze der FOCA eingespannt war.

### Motoren
Mit Blick auf das 1989 bevorstehende Verbot von Turbomotoren entschieden sich mehrere Teams bereits vorzeitig zum Umstieg auf Saugmotoren. Darunter waren Williams, das einen Judd-Motor verbaute, und Benetton, das von seinem Motorenpartner Ford exklusiv den neuen DFR-Motor erhielt. Ebenfalls auf Saugmotoren von Judd wechselte Ligier, während Minardi einen Ford-Motor einsetzte.
Weiterhin auf Turbomotoren setzten McLaren, das darüber hinaus von TAG-Porsche zu Honda-Motoren wechselte, Lotus (ebenfalls Honda), Arrows (Megatron), Ferrari, Zakspeed (jeweils Eigenkonstruktionen) und Osella, wo ein weiteres Mal der sechs Jahre alte Alfa-Romeo-Achtzylindermotor zum Einsatz kam, der in diesem Jahr als Osella bezeichnet wurde. Die kleineren Teams Tyrrell, AGS, March, Larrousse und Coloni waren dagegen allesamt schon 1987 mit Saugmotoren gefahren, wobei March hier von Ford- zu Judd-Motoren wechselte. Ebenso traten auch die neu gemeldeten Rial, BMS Scuderia Italia und EuroBrun mit Ford-Motoren an.

### Fahrer
Nelson Piquet, Weltmeister des Vorjahres, wechselte von Williams zu Lotus, dessen Spitzenfahrer Ayrton Senna seinerseits zu McLaren gewechselt war. Senna verdrängte dadurch Stefan Johansson zu Ligier, dessen zweiter Fahrer Piercarlo Ghinzani zu Zakspeed ging, wo dieser Christian Danner in die Rolle des Test- und Ersatzfahrers degradierte. Williams nahm mit Riccardo Patrese als zweiten Fahrer neben Nigel Mansell einen Piloten unter Vertrag, der zuvor bei Brabham gefahren war. Der andere Brabham-Fahrer der Vorsaison Andrea de Cesaris brachte seine Routine zu Rial mit.
Von Minardi zu Benetton wechselte Alessandro Nannini. Da ihm bei Minardi Luis Pérez-Sala nachfolgte und neben Adrián Campos antrat, ging der italienische Rennstall mit einer komplett spanischen Fahrerpaarung an den Start.
Unverändert blieb die Fahrerkonstellation lediglich bei Ferrari, Arrows und Larrousse. Allerdings nahm March ab dieser Saison mit jeweils zwei Fahrzeugen an den Rennen teil, sodass der bisher alleine fahrende Ivan Capelli fortan mit dem Brasilianer Maurício Gugelmin ein Fahrerduo bildete, das bis 1991 zusammen blieb.

## Teams und Fahrer
| Foto              | Team                                 | Chassis                    | Motor                                             | Reifen | Nr.              | Stammfahrer           | Rennen      | Test-/ Ersatzfahrer                            |
| ----------------- | ------------------------------------ | -------------------------- | ------------------------------------------------- | ------ | ---------------- | --------------------- | ----------- | ---------------------------------------------- |
| Lotus 100T        | Camel Team Lotus Honda               | Lotus 100T                 | Honda 1.5 V6t                                     | G      | 01               | Nelson Piquet         | 1–16        | Martin Donnelly                                |
| Lotus 100T        | Camel Team Lotus Honda               | Lotus 100T                 | Honda 1.5 V6t                                     | G      | 02               | Satoru Nakajima       | 1–16        | Martin Donnelly                                |
| Tyrrell 017       | Tyrrell Racing Organisation          | Tyrrell 017                | Ford Cosworth DFZ 3.5 V8                          | G      | 03               | Jonathan Palmer       | 1–16        | n/a                                            |
| Tyrrell 017       | Tyrrell Racing Organisation          | Tyrrell 017                | Ford Cosworth DFZ 3.5 V8                          | G      | 04               | Julian Bailey         | 1–16        | n/a                                            |
| Williams FW12     | Canon Williams Team                  | Williams FW12              | Judd CV 3.5 V8                                    | G      | 05               | Nigel Mansell         | 1–10, 13–16 | Jean-Louis Schlesser                           |
| Williams FW12     | Canon Williams Team                  | Williams FW12              | Judd CV 3.5 V8                                    | G      | 05               | Martin Brundle        | 11          | Jean-Louis Schlesser                           |
| Williams FW12     | Canon Williams Team                  | Williams FW12              | Judd CV 3.5 V8                                    | G      | 05               | Jean-Louis Schlesser  | 12          | Jean-Louis Schlesser                           |
| Williams FW12     | Canon Williams Team                  | Williams FW12              | Judd CV 3.5 V8                                    | G      | 06               | Riccardo Patrese      | 1–16        | Jean-Louis Schlesser                           |
|                   | West Zakspeed Racing                 | Zakspeed 881 Zakspeed 881B | Zakspeed 1.5 L4t                                  | G      | 09               | Piercarlo Ghinzani    | 1–16        | Christian Danner                               |
| 10                | West Zakspeed Racing                 | Zakspeed 881 Zakspeed 881B | Zakspeed 1.5 L4t                                  | G      | Bernd Schneider  | 1–16                  |             | Christian Danner                               |
| McLaren MP4/4     | Honda Marlboro McLaren               | McLaren MP4/4              | Honda 1.5 V6t                                     | G      | 11               | Alain Prost           | 1–16        | Emanuele Pirro                                 |
| McLaren MP4/4     | Honda Marlboro McLaren               | McLaren MP4/4              | Honda 1.5 V6t                                     | G      | 12               | Ayrton Senna          | 1–16        | Emanuele Pirro                                 |
| AGS JH23          | Automobiles Gonfaronnaises Sportives | AGS JH23                   | Ford Cosworth DFZ 3.5 V8                          | G      | 14               | Philippe Streiff      | 1–16        | n/a                                            |
| March 881         | Leyton House March Racing Team       | March 881                  | Judd CV 3.5 V8                                    | G      | 15               | Maurício Gugelmin     | 1–16        | n/a                                            |
| March 881         | Leyton House March Racing Team       | March 881                  | Judd CV 3.5 V8                                    | G      | 16               | Ivan Capelli          | 1–16        | n/a                                            |
| Arrows A10        | USF&G Arrows Megatron                | Arrows A10B                | Megatron 1.5 L5t                                  | G      | 17               | Derek Warwick         | 1–16        | n/a                                            |
| Arrows A10        | USF&G Arrows Megatron                | Arrows A10B                | Megatron 1.5 L5t                                  | G      | 18               | Eddie Cheever         | 1–16        | n/a                                            |
| Benetton B188     | Benetton Formula Ltd                 | Benetton B188              | Ford Cosworth DFR 3.5 V8                          | G      | 19               | Alessandro Nannini    | 1–16        | Gary Brabham Johnny Dumfries                   |
| Benetton B188     | Benetton Formula Ltd                 | Benetton B188              | Ford Cosworth DFR 3.5 V8                          | G      | 20               | Thierry Boutsen       | 1–16        | Gary Brabham Johnny Dumfries                   |
| Osella FA1L       | Osella Squadra Corse                 | Osella FA1I Osella FA1L    | Osella 890T 1.5 V8t                               | G      | 21               | Nicola Larini         | 1–16        | n/a                                            |
|                   | Rial Racing                          | Rial ARC1                  | Ford Cosworth DFZ 3.5 V8                          | G      | 22               | Andrea de Cesaris     | 1–16        | n/a                                            |
|                   | Lois Minardi Team SpA                | Minardi M188               | Ford Cosworth DFZ 3.5 V8                          | G      | 23               | Adrián Campos         | 1–5         | Pierluigi Martini                              |
| Pierluigi Martini | Lois Minardi Team SpA                | Minardi M188               | Ford Cosworth DFZ 3.5 V8                          | G      | 23               | 6–16                  |             | Pierluigi Martini                              |
| 24                | Lois Minardi Team SpA                | Minardi M188               | Ford Cosworth DFZ 3.5 V8                          | G      | Luis Pérez-Sala  | 1–16                  |             | Pierluigi Martini                              |
|                   | Ligier Loto                          | Ligier JS31                | Judd CV 3.5 V8                                    | G      | 25               | René Arnoux           | 1–16        | n/a                                            |
| 26                | Ligier Loto                          | Ligier JS31                | Judd CV 3.5 V8                                    | G      | Stefan Johansson | 1–16                  |             | n/a                                            |
| Ferrari F1-87/88C | Scuderia Ferrari SpA SEFAC           | Ferrari F1-87/88C          | Ferrari 1.5 V6t                                   | G      | 27               | Michele Alboreto      | 1–16        | Dario Benuzzi Gianni Morbidelli Roberto Moreno |
| Ferrari F1-87/88C | Scuderia Ferrari SpA SEFAC           | Ferrari F1-87/88C          | Ferrari 1.5 V6t                                   | G      | 28               | Gerhard Berger        | 1–16        | Dario Benuzzi Gianni Morbidelli Roberto Moreno |
| Lola LC88         | Larrousse Calmels                    | Lola LC88                  | Ford Cosworth DFZ 3.5 V8                          | G      | 29               | Yannick Dalmas        | 1–14        | n/a                                            |
| Lola LC88         | Larrousse Calmels                    | Lola LC88                  | Ford Cosworth DFZ 3.5 V8                          | G      | 29               | Aguri Suzuki          | 15          | n/a                                            |
| Lola LC88         | Larrousse Calmels                    | Lola LC88                  | Ford Cosworth DFZ 3.5 V8                          | G      | 29               | Pierre-Henri Raphanel | 16          | n/a                                            |
| Lola LC88         | Larrousse Calmels                    | Lola LC88                  | Ford Cosworth DFZ 3.5 V8                          | G      | 30               | Philippe Alliot       | 1–16        | n/a                                            |
| Coloni FC188B     | Coloni SpA                           | Coloni FC188 Coloni FC188B | Ford Cosworth DFZ 3.5 V8                          | G      | 31               | Gabriele Tarquini     | 1–16        | n/a                                            |
| EuroBrun ER188    | EuroBrun Racing                      | EuroBrun ER188             | Ford Cosworth DFZ 3.5 V8                          | G      | 32               | Oscar Larrauri        | 1–16        | n/a                                            |
| EuroBrun ER188    | EuroBrun Racing                      | EuroBrun ER188             | Ford Cosworth DFZ 3.5 V8                          | G      | 33               | Stefano Modena        | 1–16        | n/a                                            |
|                   | BMS Scuderia Italia                  | Dallara 3087 Dallara F188  | Ford Cosworth DFV 3.0 V8 Ford Cosworth DFZ 3.5 V8 | G      | 36               | Alex Caffi            | 1–16        | n/a                                            |

## Rennkalender
| Nr. | Datum         | Grand Prix (Strecke)           | Distanz (km) | Sieger                       | Zweiter                       | Dritter                            | Pole- Position               | Schnellste Rennrunde               | Gesamtführender Fahrer       | Gesamtführender Konstrukteur |
| --- | ------------- | ------------------------------ | ------------ | ---------------------------- | ----------------------------- | ---------------------------------- | ---------------------------- | ---------------------------------- | ---------------------------- | ---------------------------- |
| 01  | 3. April      | Brasilien (Jacarepaguá)        | 301,860      | Alain Prost (McLaren-Honda)  | Gerhard Berger (Ferrari)      | Nelson Piquet (Lotus-Honda)        | Ayrton Senna (McLaren-Honda) | Gerhard Berger (Ferrari)           | Alain Prost (McLaren-Honda)  | McLaren-Honda                |
| 02  | 1. Mai        | San Marino (Imola)             | 302,400      | Ayrton Senna (McLaren-Honda) | Alain Prost (McLaren-Honda)   | Nelson Piquet (Lotus-Honda)        | Ayrton Senna (McLaren-Honda) | Alain Prost (McLaren-Honda)        | Alain Prost (McLaren-Honda)  | McLaren-Honda                |
| 03  | 15. Mai       | Monaco (Monte Carlo)           | 259,584      | Alain Prost (McLaren-Honda)  | Gerhard Berger (Ferrari)      | Michele Alboreto (Ferrari)         | Ayrton Senna (McLaren-Honda) | Ayrton Senna (McLaren-Honda)       | Alain Prost (McLaren-Honda)  | McLaren-Honda                |
| 04  | 29. Mai       | Mexiko (Mexiko-Stadt)          | 296,207      | Alain Prost (McLaren-Honda)  | Ayrton Senna (McLaren-Honda)  | Gerhard Berger (Ferrari)           | Ayrton Senna (McLaren-Honda) | Alain Prost (McLaren-Honda)        | Alain Prost (McLaren-Honda)  | McLaren-Honda                |
| 05  | 12. Juni      | Kanada (Montréal)              | 302,910      | Ayrton Senna (McLaren-Honda) | Alain Prost (McLaren-Honda)   | Thierry Boutsen (Benetton-Ford)    | Ayrton Senna (McLaren-Honda) | Ayrton Senna (McLaren-Honda)       | Alain Prost (McLaren-Honda)  | McLaren-Honda                |
| 06  | 19. Juni      | USA (Detroit)                  | 253,449      | Ayrton Senna (McLaren-Honda) | Alain Prost (McLaren-Honda)   | Thierry Boutsen (Benetton-Ford)    | Ayrton Senna (McLaren-Honda) | Alain Prost (McLaren-Honda)        | Alain Prost (McLaren-Honda)  | McLaren-Honda                |
| 07  | 3. Juli       | Frankreich (Le Castellet)      | 305,040      | Alain Prost (McLaren-Honda)  | Ayrton Senna (McLaren-Honda)  | Michele Alboreto (Ferrari)         | Alain Prost (McLaren-Honda)  | Alain Prost (McLaren-Honda)        | Alain Prost (McLaren-Honda)  | McLaren-Honda                |
| 08  | 10. Juli      | Großbritannien (Silverstone)   | 310,570      | Ayrton Senna (McLaren-Honda) | Nigel Mansell (Williams-Judd) | Alessandro Nannini (Benetton-Ford) | Gerhard Berger (Ferrari)     | Nigel Mansell (Williams-Judd)      | Alain Prost (McLaren-Honda)  | McLaren-Honda                |
| 09  | 24. Juli      | Deutschland (Hockenheim)       | 299,068      | Ayrton Senna (McLaren-Honda) | Alain Prost (McLaren-Honda)   | Gerhard Berger (Ferrari)           | Ayrton Senna (McLaren-Honda) | Alessandro Nannini (Benetton-Ford) | Alain Prost (McLaren-Honda)  | McLaren-Honda                |
| 10  | 7. August     | Ungarn (Mogyoród)              | 305,064      | Ayrton Senna (McLaren-Honda) | Alain Prost (McLaren-Honda)   | Thierry Boutsen (Benetton-Ford)    | Ayrton Senna (McLaren-Honda) | Alain Prost (McLaren-Honda)        | Ayrton Senna (McLaren-Honda) | McLaren-Honda                |
| 11  | 28. August    | Belgien (Spa-Francorchamps)    | 298,420      | Ayrton Senna (McLaren-Honda) | Alain Prost (McLaren-Honda)   | Ivan Capelli (March-Judd)          | Ayrton Senna (McLaren-Honda) | Gerhard Berger (Ferrari)           | Ayrton Senna (McLaren-Honda) | McLaren-Honda                |
| 12  | 11. September | Italien (Monza)                | 295,800      | Gerhard Berger (Ferrari)     | Michele Alboreto (Ferrari)    | Eddie Cheever (Arrows-Megatron)    | Ayrton Senna (McLaren-Honda) | Michele Alboreto (Ferrari)         | Ayrton Senna (McLaren-Honda) | McLaren-Honda                |
| 13  | 25. September | Portugal (Estoril)             | 304,500      | Alain Prost (McLaren-Honda)  | Ivan Capelli (March-Judd)     | Thierry Boutsen (Benetton-Ford)    | Alain Prost (McLaren-Honda)  | Gerhard Berger (Ferrari)           | Alain Prost (McLaren-Honda)  | McLaren-Honda                |
| 14  | 2. Oktober    | Spanien (Jerez de la Frontera) | 303,696      | Alain Prost (McLaren-Honda)  | Nigel Mansell (Williams-Judd) | Alessandro Nannini (Benetton-Ford) | Ayrton Senna (McLaren-Honda) | Alain Prost (McLaren-Honda)        | Alain Prost (McLaren-Honda)  | McLaren-Honda                |
| 15  | 30. Oktober   | Japan (Suzuka)                 | 298,809      | Ayrton Senna (McLaren-Honda) | Alain Prost (McLaren-Honda)   | Thierry Boutsen (Benetton-Ford)    | Ayrton Senna (McLaren-Honda) | Ayrton Senna (McLaren-Honda)       | Ayrton Senna (McLaren-Honda) | McLaren-Honda                |
| 16  | 13. November  | Australien (Adelaide)          | 309,960      | Alain Prost (McLaren-Honda)  | Ayrton Senna (McLaren-Honda)  | Nelson Piquet (Lotus-Honda)        | Ayrton Senna (McLaren-Honda) | Alain Prost (McLaren-Honda)        | Ayrton Senna (McLaren-Honda) | McLaren-Honda                |

## Rennberichte

### Großer Preis von Brasilien
| Platz | Fahrer         | Team          | Zeit        |
| ----- | -------------- | ------------- | ----------- |
| 1     | Alain Prost    | McLaren-Honda | 1:36:06,857 |
| 2     | Gerhard Berger | Ferrari       | + 9,873     |
| 3     | Nelson Piquet  | Lotus-Honda   | + 1:08,591  |
| PP    | Ayrton Senna   | McLaren-Honda | 1:28,096    |
| SR    | Gerhard Berger | Ferrari       | 1:32,943    |

Der Große Preis von Brasilien auf dem Autódromo Internacional Nelson Piquet in Jacarepaguá, einem Vorort von Rio de Janeiro in Brasilien fand am 3. April 1988 statt und ging über 60 Runden (301,86 km).

### Großer Preis von San Marino
| Platz | Fahrer        | Team          | Zeit        |
| ----- | ------------- | ------------- | ----------- |
| 1     | Ayrton Senna  | McLaren-Honda | 1:32:41,264 |
| 2     | Alain Prost   | McLaren-Honda | + 2,334     |
| 3     | Nelson Piquet | Lotus-Honda   | + 1 Runde   |
| PP    | Ayrton Senna  | McLaren-Honda | 1:27,148    |
| SR    | Alain Prost   | McLaren-Honda | 1:29,685    |

Der Große Preis von San Marino in Imola fand am 1. Mai 1988 statt und ging über 60 Runden (302,4 km).

### Großer Preis von Monaco
| Platz | Fahrer           | Team          | Zeit        |
| ----- | ---------------- | ------------- | ----------- |
| 1     | Alain Prost      | McLaren-Honda | 1:57:17,077 |
| 2     | Gerhard Berger   | Ferrari       | + 20,453    |
| 3     | Michele Alboreto | Ferrari       | + 41,229    |
| PP    | Ayrton Senna     | McLaren-Honda | 1:23,998    |
| SR    | Ayrton Senna     | McLaren-Honda | 1:26,321    |

Der Große Preis von Monaco in Monte Carlo fand am 15. Mai 1988 statt und ging über 78 Runden (259,584 km).

### Großer Preis von Mexiko
| Platz | Fahrer         | Team          | Zeit        |
| ----- | -------------- | ------------- | ----------- |
| 1     | Alain Prost    | McLaren-Honda | 1:30:15,737 |
| 2     | Ayrton Senna   | McLaren-Honda | + 7,104     |
| 3     | Gerhard Berger | Ferrari       | + 57,314    |
| PP    | Ayrton Senna   | McLaren-Honda | 1:17,468    |
| SR    | Alain Prost    | McLaren-Honda | 1:18,608    |

Der Große Preis von Mexiko in Mexiko-Stadt fand am 29. Mai 1988 statt und ging über eine Distanz von 67 Runden (296,2 km).

### Großer Preis von Kanada
| Platz | Fahrer          | Team          | Zeit        |
| ----- | --------------- | ------------- | ----------- |
| 1     | Ayrton Senna    | McLaren-Honda | 1:39:46,618 |
| 2     | Alain Prost     | McLaren-Honda | + 5,934     |
| 3     | Thierry Boutsen | Benetton-Ford | + 51,409    |
| PP    | Ayrton Senna    | McLaren-Honda | 1:21,681    |
| SR    | Ayrton Senna    | McLaren-Honda | 1:24,973    |

Der Große Preis von Kanada in Montreal fand am 12. Juni 1988 statt und ging über eine Distanz von 69 Runden (302,91 km).

### Großer Preis der USA
| Platz | Fahrer          | Team          | Zeit        |
| ----- | --------------- | ------------- | ----------- |
| 1     | Ayrton Senna    | McLaren-Honda | 1:54:56,035 |
| 2     | Alain Prost     | McLaren-Honda | + 38,713    |
| 3     | Thierry Boutsen | Benetton-Ford | + 1 Runde   |
| PP    | Ayrton Senna    | McLaren-Honda | 1:40,606    |
| SR    | Alain Prost     | McLaren-Honda | 1:44,836    |

Der Große Preis der USA auf dem Detroit Street Circuit in Detroit, Michigan fand am 19. Juni 1988 statt und ging über eine Distanz von 63 Runden (253,449 km).

### Großer Preis von Frankreich
| Platz | Fahrer           | Team          | Zeit        |
| ----- | ---------------- | ------------- | ----------- |
| 1     | Alain Prost      | McLaren-Honda | 1:37,37.328 |
| 2     | Ayrton Senna     | McLaren-Honda | + 31,752    |
| 3     | Michele Alboreto | Ferrari       | + 1:06,505  |
| PP    | Alain Prost      | McLaren-Honda | 1:07,589    |
| SR    | Alain Prost      | McLaren-Honda | 1:11,737    |

Der Große Preis von Frankreich auf dem Circuit Paul Ricard fand am 3. Juli 1988 statt und ging über eine Distanz von 80 Runden (305,04 km).

### Großer Preis von Großbritannien
| Platz | Fahrer             | Team          | Zeit        |
| ----- | ------------------ | ------------- | ----------- |
| 1     | Ayrton Senna       | McLaren-Honda | 1:33:16,367 |
| 2     | Nigel Mansell      | Williams-Judd | + 23,344    |
| 3     | Alessandro Nannini | Benetton-Ford | + 51,214    |
| PP    | Gerhard Berger     | Ferrari       | 1:10,133    |
| SR    | Nigel Mansell      | Williams-Judd | 1:23,308    |

Der Große Preis von Großbritannien in Silverstone fand am 10. Juli 1988 statt und ging über eine Distanz von 65 Runden (310,57 km).

### Großer Preis von Deutschland
| Platz | Fahrer             | Team          | Zeit        |
| ----- | ------------------ | ------------- | ----------- |
| 1     | Ayrton Senna       | McLaren-Honda | 1:32:54,188 |
| 2     | Alain Prost        | McLaren-Honda | + 13,609    |
| 3     | Gerhard Berger     | Ferrari       | + 52,095    |
| PP    | Ayrton Senna       | McLaren-Honda | 1:44,596    |
| SR    | Alessandro Nannini | Benetton-Ford | 2:03,032    |

Der Große Preis von Deutschland in Hockenheim fand am 24. Juli 1988 statt und ging über eine Distanz von 44 Runden (299,068 km).

### Großer Preis von Ungarn
| Platz | Fahrer          | Team          | Zeit        |
| ----- | --------------- | ------------- | ----------- |
| 1     | Ayrton Senna    | McLaren-Honda | 1:57:47,081 |
| 2     | Alain Prost     | McLaren-Honda | + 0,529     |
| 3     | Thierry Boutsen | Benetton-Ford | + 31,410    |
| PP    | Ayrton Senna    | McLaren-Honda | 1:27,635    |
| SR    | Alain Prost     | McLaren-Honda | 1:30,639    |

Der Große Preis von Ungarn auf dem Hungaroring in Mogyoród fand am 7. August 1988 statt und ging über eine Distanz von 76 Runden (305,064 km).

### Großer Preis von Belgien
| Platz | Fahrer         | Team          | Zeit        |
| ----- | -------------- | ------------- | ----------- |
| 1     | Ayrton Senna   | McLaren-Honda | 1:28:00,549 |
| 2     | Alain Prost    | McLaren-Honda | + 30,47     |
| 3     | Ivan Capelli   | March-Judd    | + 1:15,768  |
| PP    | Ayrton Senna   | McLaren-Honda | 1:53,718    |
| SR    | Gerhard Berger | Ferrari       | 2:00,772    |

Der Große Preis von Belgien in Spa-Francorchamps fand am 28. August 1988 statt und ging über eine Distanz von 43 Runden (298,42 km).

### Großer Preis von Italien
| Platz | Fahrer           | Team            | Zeit        |
| ----- | ---------------- | --------------- | ----------- |
| 1     | Gerhard Berger   | Ferrari         | 1:17:39,744 |
| 2     | Michele Alboreto | Ferrari         | + 7,326     |
| 3     | Eddie Cheever    | Arrows-Megatron | + 35,532    |
| PP    | Ayrton Senna     | McLaren-Honda   | 1:25,974    |
| SR    | Michele Alboreto | Ferrari         | 1:29,07     |

Der Große Preis von Italien in Monza fand am 11. September 1988 statt und ging über eine Distanz von 51 Runden (295,8 km).
Senna fiel wegen einer Kollision in Runde 49 aus. Prost musste bereits zuvor das Rennen wegen eines Motorschadens beenden.

### Großer Preis von Portugal
| Platz | Fahrer          | Team          | Zeit        |
| ----- | --------------- | ------------- | ----------- |
| 1     | Alain Prost     | McLaren-Honda | 1:37:40,958 |
| 2     | Ivan Capelli    | March-Judd    | + 9,553     |
| 3     | Thierry Boutsen | Benetton-Ford | + 44,619    |
| PP    | Alain Prost     | McLaren-Honda | 1:17,411    |
| SR    | Gerhard Berger  | Ferrari       | 1:21,961    |

Der Große Preis von Portugal in Estoril fand am 25. September 1988 statt und ging über eine Distanz von 70 Runden (304,5 km).

### Großer Preis von Spanien
| Platz | Fahrer             | Team          | Zeit        |
| ----- | ------------------ | ------------- | ----------- |
| 1     | Alain Prost        | McLaren-Honda | 1:48:43,851 |
| 2     | Nigel Mansell      | Williams-Judd | + 26,232    |
| 3     | Alessandro Nannini | Benetton-Ford | + 35,446    |
| PP    | Ayrton Senna       | McLaren-Honda | 1:24,067    |
| SR    | Alain Prost        | McLaren-Honda | 1:27,845    |

Der Große Preis von Spanien in Jerez fand am 2. Oktober 1988 statt und ging über eine Distanz von 72 Runden (303,696 km).

### Großer Preis von Japan
| Platz | Fahrer          | Team          | Zeit        |
| ----- | --------------- | ------------- | ----------- |
| 1     | Ayrton Senna    | McLaren-Honda | 1:33:26,173 |
| 2     | Alain Prost     | McLaren-Honda | + 13,363    |
| 3     | Thierry Boutsen | Benetton-Ford | + 36,109    |
| PP    | Ayrton Senna    | McLaren-Honda | 1:41,853    |
| SR    | Ayrton Senna    | McLaren-Honda | 1:46,326    |

Der Große Preis von Japan in Suzuka fand am 30. Oktober 1988 statt und ging über eine Distanz von 51 Runden (298,809 km).

### Großer Preis von Australien
| Platz | Fahrer        | Team          | Zeit        |
| ----- | ------------- | ------------- | ----------- |
| 1     | Alain Prost   | McLaren-Honda | 1:53:14,676 |
| 2     | Ayrton Senna  | McLaren-Honda | + 36,787    |
| 3     | Nelson Piquet | Lotus-Honda   | + 47,546    |
| PP    | Ayrton Senna  | McLaren-Honda | 1:17,748    |
| SR    | Alain Prost   | McLaren-Honda | 1:21,216    |

Der Große Preis von Australien in Adelaide fand am 13. November 1988 statt und ging über eine Distanz von 82 Runden (309,96 km).

## Weltmeisterschaftswertungen
| Platz  | 1 | 2 | 3 | 4 | 5 | 6 |
| Punkte | 9 | 6 | 4 | 3 | 2 | 1 |

In der Fahrerwertung wurden die besten elf Resultate, in der Konstrukteurswertung alle Resultate gewertet.

### Fahrerwertung
| Pos. | Fahrer          | Nr. | Konstrukteur    |      |     |     |     |      |      |      |      |      |      |      |      |      |      |      |      | Punkte   |
| 1    | A. Senna        | 12  | McLaren-Honda   | DSQ  | 1   | DNF | 2   | 1    | 1    | 2    | 1    | 1    | 1    | 1    | 10*  | (6)  | (4)  | 1    | 2    | 90 (94)  |
| 2    | A. Prost        | 11  | McLaren-Honda   | 1    | 2   | 1   | 1   | 2    | 2    | 1    | DNF  | 2    | (2)  | (2)  | DNF  | 1    | 1    | (2)  | 1    | 87 (105) |
| 3    | G. Berger       | 28  | Ferrari         | 2    | 5   | 2   | 3   | DNF  | DNF  | 4    | 9    | 3    | 4    | DNF  | 1    | DNF  | 6    | 4    | DNF  | 41       |
| 4    | T. Boutsen      | 20  | Benetton-Ford   | 7    | 4   | 8   | 8   | 3    | 3    | DNF  | DNF  | 6    | 3    | DSQ  | 6    | 3    | 9    | 3    | 5    | 27       |
| 5    | M. Alboreto     | 27  | Ferrari         | 5    | 18* | 3   | 4   | DNF  | DNF  | 3    | 17*  | 4    | DNF  | DNF  | 2    | 5    | DNF  | 11   | DNF  | 24       |
| 6    | N. Piquet       | 1   | Lotus-Honda     | 3    | 3   | DNF | DNF | 4    | DNF  | 5    | 5    | DNF  | 8    | 4    | DNF  | DNF  | 8    | DNF  | 3    | 22       |
| 7    | I. Capelli      | 16  | March-Judd      | DNF  | DNF | 10  | 16  | 5    | DNS  | 9    | DNF  | 5    | DNF  | 3    | 5    | 2    | DNF  | DNF  | 6    | 17       |
| 8    | D. Warwick      | 17  | Arrows-Megatron | 4    | 9   | 4   | 5   | 7    | DNF  | DNF  | 6    | 7    | DNF  | 5    | 4    | 4    | DNF  | DNF  | DNF  | 17       |
| 9    | N. Mansell      | 5   | Williams-Judd   | DNF  | DNF | DNF | DNF | DNF  | DNF  | DNF  | 2    | DNF  | DNF  |      |      | DNF  | 2    | DNF  | DNF  | 12       |
| 10   | A. Nannini      | 19  | Benetton-Ford   | DNF  | 6   | DNF | 7   | DNF  | DNF  | 6    | 3    | 18   | DNF  | DSQ  | 9    | DNF  | 3    | 5    | DNF  | 12       |
| 11   | R. Patrese      | 6   | Williams-Judd   | DNF  | 13  | 6   | DNF | DNF  | DNF  | DNF  | 8    | DNF  | 6    | DNF  | 7    | DNF  | 5    | 6    | 4    | 8        |
| 12   | E. Cheever      | 18  | Arrows-Megatron | 8    | 7   | DNF | 6   | DNF  | DNF  | 11   | 7    | 10   | DNF  | 6    | 3    | DNF  | DNF  | DNF  | DNF  | 6        |
| 13   | M. Gugelmin     | 15  | March-Judd      | DNF  | 15  | DNF | DNF | DNF  | DNF  | 8    | 4    | 8    | 5    | DNF  | 8    | DNF  | 7    | 10   | DNF  | 5        |
| 14   | J. Palmer       | 3   | Tyrrell-Ford    | DNF  | 14  | 5   | DNQ | 6    | 5    | DNF  | DNF  | 11   | DNF  | 12*  | DNQ  | DNF  | DNF  | 12   | DNF  | 5        |
| 15   | A. de Cesaris   | 22  | Rial-Ford       | DNF  | DNF | DNF | DNF | 9*   | 4    | 10   | DNF  | 13   | DNF  | DNF  | DNF  | DNF  | DNF  | DNF  | 8*   | 3        |
| 16   | S. Nakajima     | 2   | Lotus-Honda     | 6    | 8   | DNQ | DNF | 11   | DNQ  | 7    | 10   | 9    | 7    | DNF  | DNF  | DNF  | DNF  | 7    | DNF  | 1        |
| 17   | P. Martini      | 23  | Minardi-Ford    |      |     |     |     |      | 6    | 15   | 15   | DNQ  | DNF  | DNQ  | DNF  | DNF  | DNF  | 13   | 7    | 1        |
| 18   | Y. Dalmas       | 29  | Lola-Ford       | DNF  | 12  | 7   | 9   | DNQ  | 7    | 13   | 13   | 19*  | 9    | DNF  | DNF  | DNF  | 11   |      |      | 0        |
| 19   | A. Caffi        | 36  | Dallara-Ford    | DNPQ | DNF | DNF | DNF | DNPQ | 8    | 12   | 11   | 15   | DNF  | 8    | DNF  | 7    | 10   | DNF  | DNF  | 0        |
| 20   | M. Brundle      | 5   | Williams-Judd   |      |     |     |     |      |      |      |      |      |      | 7    |      |      |      |      |      | 0        |
| 21   | P. Streiff      | 14  | AGS-Ford        | DNF  | 10  | DNF | 12  | DNF  | DNF  | DNF  | DNF  | DNF  | DNF  | 10   | DNF  | 9    | DNF  | 8    | 11*  | 0        |
| 22   | L. P. Sala      | 24  | Minardi-Ford    | DNF  | 11  | DNF | 11  | 13   | DNF  | NC   | DNF  | DNQ  | 10   | DNQ  | DNF  | 8    | 12   | 15   | DNF  | 0        |
| 23   | G. Tarquini     | 31  | Coloni-Ford     | DNF  | DNF | DNF | 14  | 8    | DNPQ | DNPQ | DNPQ | DNPQ | 13   | DNF  | DNQ  | 11   | DNPQ | DNPQ | DNQ  | 0        |
| 24   | P. Alliot       | 30  | Lola-Ford       | DNF  | 17  | DNF | DNF | 10*  | DNF  | DNF  | 14   | DNF  | 12   | 9    | DNF  | DNF  | 14   | 9    | 10*  | 0        |
| 25   | S. Johansson    | 26  | Ligier-Judd     | 9    | DNQ | DNF | 10  | DNF  | DNF  | DNQ  | DNQ  | DNQ  | DNF  | 11*  | DNQ  | DNF  | DNF  | DNQ  | 9*   | 0        |
| 26   | J. Bailey       | 4   | Tyrrell-Ford    | DNQ  | DNF | DNQ | DNQ | DNF  | 9*   | DNQ  | 16   | DNQ  | DNQ  | DNQ  | 12   | DNQ  | DNQ  | 14   | DNQ  | 0        |
| 27   | N. Larini       | 21  | Osella          | DNQ  | EX  | 9   | DNQ | DNQ  | DNF  | DNF  | 19*  | DNF  | DNPQ | DNF  | DNF  | 12   | DNF  | DNF  | DNPQ | 0        |
| 28   | R. Arnoux       | 25  | Ligier-Judd     | DNF  | DNQ | DNF | DNF | DNF  | DNF  | DNQ  | 18   | 17   | DNF  | DNF  | 13   | 10   | DNF  | 17   | DNF  | 0        |
| 29   | S. Modena       | 33  | EuroBrun-Ford   | DNF  | NC  | DSQ | DSQ | 12   | DNF  | 14   | 12   | DNF  | 11   | DNQ  | DNQ  | DNQ  | 13   | DNQ  | DNF  | 0        |
| 30   | J.-L. Schlesser | 5   | Williams-Judd   |      |     |     |     |      |      |      |      |      |      |      | 11   |      |      |      |      | 0        |
| 31   | B. Schneider    | 10  | Zakspeed        | DNQ  | DNQ | DNQ | DNF | DNQ  | DNQ  | DNF  | DNQ  | 12   | DNQ  | 13*  | DNF  | DNQ  | DNQ  | DNF  | DNQ  | 0        |
| 32   | O. Larrauri     | 32  | EuroBrun-Ford   | DNF  | DNQ | DNF | 13  | DNF  | DNF  | DNF  | DNQ  | 16   | DNQ  | DNPQ | DNPQ | DNPQ | DNQ  | DNQ  | DNF  | 0        |
| 33   | P. Ghinzani     | 9   | Zakspeed        | DNQ  | DNF | DNF | 15  | 14*  | DNQ  | EX   | DNQ  | 14   | DNQ  | DNF  | DNF  | DNQ  | DNQ  | DNQ  | DNF  | 0        |
| 34   | A. Campos       | 23  | Minardi-Ford    | DNF  | 16  | DNQ | DNQ | DNQ  |      |      |      |      |      |      |      |      |      |      |      | 0        |
| 35   | A. Suzuki       | 29  | Lola-Ford       |      |     |     |     |      |      |      |      |      |      |      |      |      |      | 16   |      | 0        |
| —    | P.-H. Raphanel  | 29  | Lola-Ford       |      |     |     |     |      |      |      |      |      |      |      |      |      |      |      | DNQ  | 0        |

| Legende  | Legende            | Legende                                                          |
| Farbe    | Abkürzung          | Bedeutung                                                        |
| -------- | ------------------ | ---------------------------------------------------------------- |
| Gold     | –                  | Sieg                                                             |
| Silber   | –                  | 2. Platz                                                         |
| Bronze   | –                  | 3. Platz                                                         |
| Grün     | –                  | Platzierung in den Punkten                                       |
| Blau     | –                  | Klassifiziert außerhalb der Punkteränge                          |
| Violett  | DNF                | Rennen nicht beendet (did not finish)                            |
| Violett  | NC                 | nicht klassifiziert (not classified)                             |
| Rot      | DNQ                | nicht qualifiziert (did not qualify)                             |
| Rot      | DNPQ               | in Vorqualifikation gescheitert (did not pre-qualify)            |
| Schwarz  | DSQ                | disqualifiziert (disqualified)                                   |
| Weiß     | DNS                | nicht am Start (did not start)                                   |
| Weiß     | WD                 | zurückgezogen (withdrawn)                                        |
| Hellblau | PO                 | nur am Training teilgenommen (practiced only)                    |
| Hellblau | TD                 | Freitags-Testfahrer (test driver)                                |
| ohne     | DNP                | nicht am Training teilgenommen (did not practice)                |
| ohne     | INJ                | verletzt oder krank (injured)                                    |
| ohne     | EX                 | ausgeschlossen (excluded)                                        |
| ohne     | DNA                | nicht erschienen (did not arrive)                                |
| ohne     | C                  | Rennen abgesagt (cancelled)                                      |
| ohne     | keine WM-Teilnahme |                                                                  |
| sonstige | P/fett             | Pole-Position                                                    |
| sonstige | 1/2/3/4/5/6/7/8    | Punktplatzierung im Sprint-/Qualifikationsrennen                 |
| sonstige | SR/kursiv          | Schnellste Rennrunde                                             |
| sonstige | *                  | nicht im Ziel, aufgrund der zurückgelegten Distanz aber gewertet |
| sonstige | ()                 | Streichresultate                                                 |
| sonstige | unterstrichen      | Führender in der Gesamtwertung                                   |

### Konstrukteurswertung

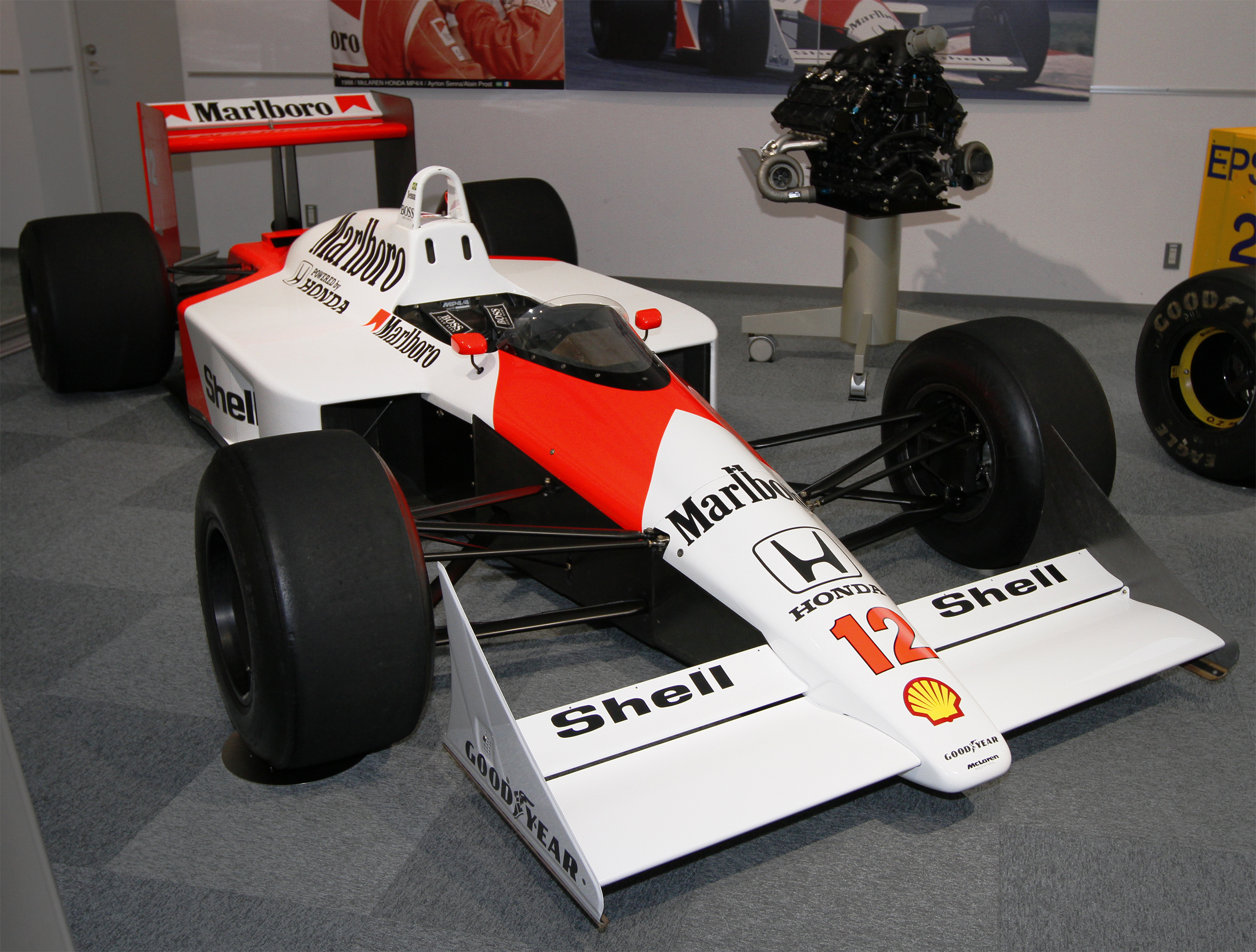
McLaren MP4/4 Honda Turbo von 1988

| Pos. | Konstrukteur     | Punkte |
| ---- | ---------------- | ------ |
| 1    | McLaren-HondaT   | 199    |
| 2    | FerrariT         | 65     |
| 3    | Benetton-Ford    | 39     |
| 4    | Lotus-HondaT     | 23     |
| 5    | Arrows-MegatronT | 23     |
| 6    | March-Judd       | 22     |
| 7    | Williams-Judd    | 20     |
| 8    | Tyrrell-Ford     | 5      |
| 9    | Rial-Ford        | 3      |

| Pos. | Konstrukteur  | Punkte |
| ---- | ------------- | ------ |
| 10   | Minardi-Ford  | 1      |
| 11   | Lola-Ford     | 0      |
| 12   | Dallara-Ford  | 0      |
| 13   | AGS-Ford      | 0      |
| 14   | Coloni-Ford   | 0      |
| 15   | Ligier-Judd   | 0      |
| 16   | OsellaT       | 0      |
| 17   | EuroBrun-Ford | 0      |
| 18   | ZakspeedT     | 0      |

T = Turbomotor

## Kurzmeldungen Formel 1
- McLaren wechselte von TAG-Porsche zu Honda und gewann mit dem MP4/4 15 von 16 WM-Läufen. Ayrton Senna wurde zum ersten Mal Weltmeister.
- Erstmals seit 1964 wurde eine WM aufgrund der Streichresultate entschieden. Ohne Berücksichtigung der Streichresultate erzielte Alain Prost mit der damaligen Rekordzahl von 105 Punkten mehr als der Titelträger. Senna konnte acht Grand-Prix-Siege erringen, Prost sieben. Außerdem fuhr der Brasilianer 13-mal Trainingsbestzeit.
- Die Konstrukteurs-WM wurde mit 199 Punkten von McLaren-Honda gewonnen. Alle anderen Rennställe erzielten zusammen 201 Punkte.
- Der deutsche Rennstall Rial stieg in die Formel 1 ein.